# سرگئی گولیاکویچ
سرگئی گولیاکویچ (زادهٔ ۱ ژوئن ۱۹۸۱) بوکسور حرفه‌ای بلاروسی است که در دسته وزنی فوق سبک مشغول به فعالیت است. او قهرمان پیشین اتحادیه بوکس اروپا در این دسته وزنی و چالش‌گر عنوان جهانی است.

## فعالیت حرفه‌ای
گولیاکویچ اولین بار در ۲۵ آوریل ۲۰۰۳ در مینسک به طور حرفه‌ای وارد میدان شد. او رکورد ۱۵-۰ را با مسابقاتی که عمدتاً در کشورهای بلاروس, استونی و روسیه برگزار شدند، به دست آورد. سپس به موناکو رفت و در ۲۰ ژوئیه ۲۰۰۵، تونچو تونچف را برای کسب عنوان بین‌المللی اتحادیه جهانی بوکس شکست داد. پس از این پیروزی، دو مبارزه دیگر و دو پیروزی دیگر به دست آورد و خود را برای رقابت بر سر عنوان قهرمان اتحادیه بوکس اروپا که در اختیار الکس آرتور اسکاتلندی بود، آماده کرد.

### قهرمان اروپایی و چالش‌گر عنوان جهانی
در مبارزه با آرتور در آوریل ۲۰۰۶، گولیاکویچ به ادینبرو سفر کرد و در این مبارزه که در دور هفتم به دلیل جراحتی که بر روی چشم چپش وارد شده بود متوقف شد، نخستین شکست حرفه‌ای خود را تجربه کرد. پس از این شکست، گولیاکویچ به بلاروس بازگشت و پنج پیروزی دیگر در کشور خود کسب کرد. در ۲۲ دسامبر ۲۰۰۷، او به ایتالیا سفر کرد تا با قهرمان جدید اروپایی لوان کیراکوسیان مبارزه کند. این بار نتیجه مثبت بود و او با پیروزی قاطع به کسب عنوان قهرمانی اروپایی موفق شد. او از آن زمان یک دفاع از عنوان خود انجام داد و در دسامبر ۲۰۰۸ به آلمان سفر کرد تا ویتالی تاجبرت را در ۱۲ راند شکست دهد. گولیاکویچ عنوان خود را در ژوئیه ۲۰۰۹ به دلیل فرصتی که برای مبارزه بر سر عنوان موقت قهرمانی وزن سبک WBC پیش آمد، رها کرد. این تصمیم به دلیل تایید قصد قهرمان فعلی هامبرتو سوتو برای تغییر وزن پس از دفاع بعدی او از عنوان قهرمانی خود، اتخاذ شد. این تصمیم به این معنا بود که گولیاکویچ و بوکسور مکزیکی هامبرتو در ۲۲ اوت ۲۰۰۹ برای کسب عنوان موقت در مکزیک دیدار خواهند کرد. در این مبارزه، هامبرتو با کسب پیروزی از طریق تصمیم اکثریت، عنوان را به دست آورد و در پایان ۱۲ دور، یکی از داوران نتیجه را مساوی اعلام کرد و دو داور دیگر پیروزی را به هامبرتو دادند.

### بازگشت
پس از شکست در برابر هامبرتو، گولیاکویچ به مینسک بازگشت و با پیروزی در زادگاهش زمان را به خوبی گذراند. در ۱۹ فوریه ۲۰۱۰، او به بریتانیا رفت تا در یک رویداد از زیرمجموعه‌های ریکی هاتون در ستوک مبارزه کند. او در دور دوم مبارزه خود با بوکسور گرجی، نیکولوز برکاتساشویلی را شکست داد. در ۱۶ آوریل ۲۰۱۰، او دوباره به بریتانیا برگشت تا با نوگزار مارگولاشویلی، دیگر بوکسور گرجی در روبین پارک سنتر روبرو شود و با کسب پیروزی بر اساس امتیازات در شش دور، پیروز شود. دو مبارزه دیگر در سال ۲۰۱۰ منجر به دو پیروزی دیگر در برابر جورج مچدلیشویلی و آرایک ساچبازجان شد که هر دو مبارزه در مینسک برگزار شدند. گولیاکویچ در سال ۲۰۱۲ هفت مبارزه بازگشتی در ریگا، انجام داد و در همه آنها پیروز شد، از جمله شکست قهرمان وزن سبک کاخابر اوتیسیان و همچنین کسب عنوان قهرمانی لیگ بالتیک در وزن سبک در مقابل هم‌وطن بلاروسی خود آندری هرامیکا، که او را در دور سوم از یک مبارزه ۸ دوره که در نوامبر ۲۰۱۲ برنامه‌ریزی شده بود، شکست داد. او در سال ۲۰۱۳ یک مبارزه پیروزمندانه دیگر در ریگا داشت. او یک مبارزه در سال ۲۰۱۴ انجام داد که پیروزی قاطع بر اساس امتیازات در ۶ دور ۳ دقیقه‌ای مقابل حریف بلغاری خود، کریستین دوچف بود. مبارزه بعدی او، مبارزه با حریف برتر وزن سبک خود یعنی ایوان ردکاچ بود که در ۲۷ ژوئن ۲۰۱۴ به صورت زنده از تلویزیون شرکت ای‌اس‌پی‌ان نمایش داده شد.